# NGC 2902
NGC 2902 é uma galáxia lenticular (S0) localizada na direcção da constelação de Hydra. Possui uma declinação de -14° 44' 08" e uma ascensão recta de 9 horas, 30 minutos e 53,1 segundos.
A galáxia NGC 2902 foi descoberta em 8 de Fevereiro de 1785 por William Herschel.